# Le Lait
Pour l’article homonyme, voir Moloko (homonymie).
Pour plus de détails, voir Fiche technique et Distribution.
Le Lait (Молоко, Moloko) est un film russe réalisé par Karen Oganessian, sorti en 2021,,.

## Synopsis
Zoya, cuisinière dans une cantine, vit à Kirovsk, une ville de l'oblast de Mourmansk. Un jour, souffrant d'infertilité, la protagoniste découvre que les aurores boréales d'une beauté extraordinaire ont un effet inattendu sur son organisme : du lait aux propriétés miraculeuses sort des seins de la jeune fille. Elle devient psychologue scolaire et sa vie change radicalement

## Fiche technique
- Titre français : Le Lait[4]
- Titre original : Молоко, Moloko
- Photographie : Evguenia Abdel-Fattakh
- Décors : Youlia Feofanova, Evguenia Makeïeva

## Distribution
- Andreï Bourkovski : Serioja
- Evguéni  Grichkovets : le psychologue
- Evguenia Kaveraou : Tania Demianova
- Iouri Kolokolnikov : le mammologue
- Gocha Koutsenko : le père de Tania (comme Iouri Koutsenko)
- Erik Panich : Sacha Bolchakov
- Ioulia Peressild : Zoïa
- Artiom Pervykh : Komar
- Anastasia Sapojnikova : la gynécologue
- Sergueï Stiopine : le mari de la directrice de l’école
- Anastasia Todoreskou : la contrôleuse d'autobus
- Elena Valiouchkina : la directrice de l'école
- Irina Voronova : la pharmacienne
- Olessia Jelezniak : femme dans le parc